# Spiris
Spiris är ett släkte av fjärilar som beskrevs av Jacob Hübner 1819. Spiris ingår i familjen björnspinnare.
Släktet innehåller bara arten Spiris striata.

## Bildgalleri

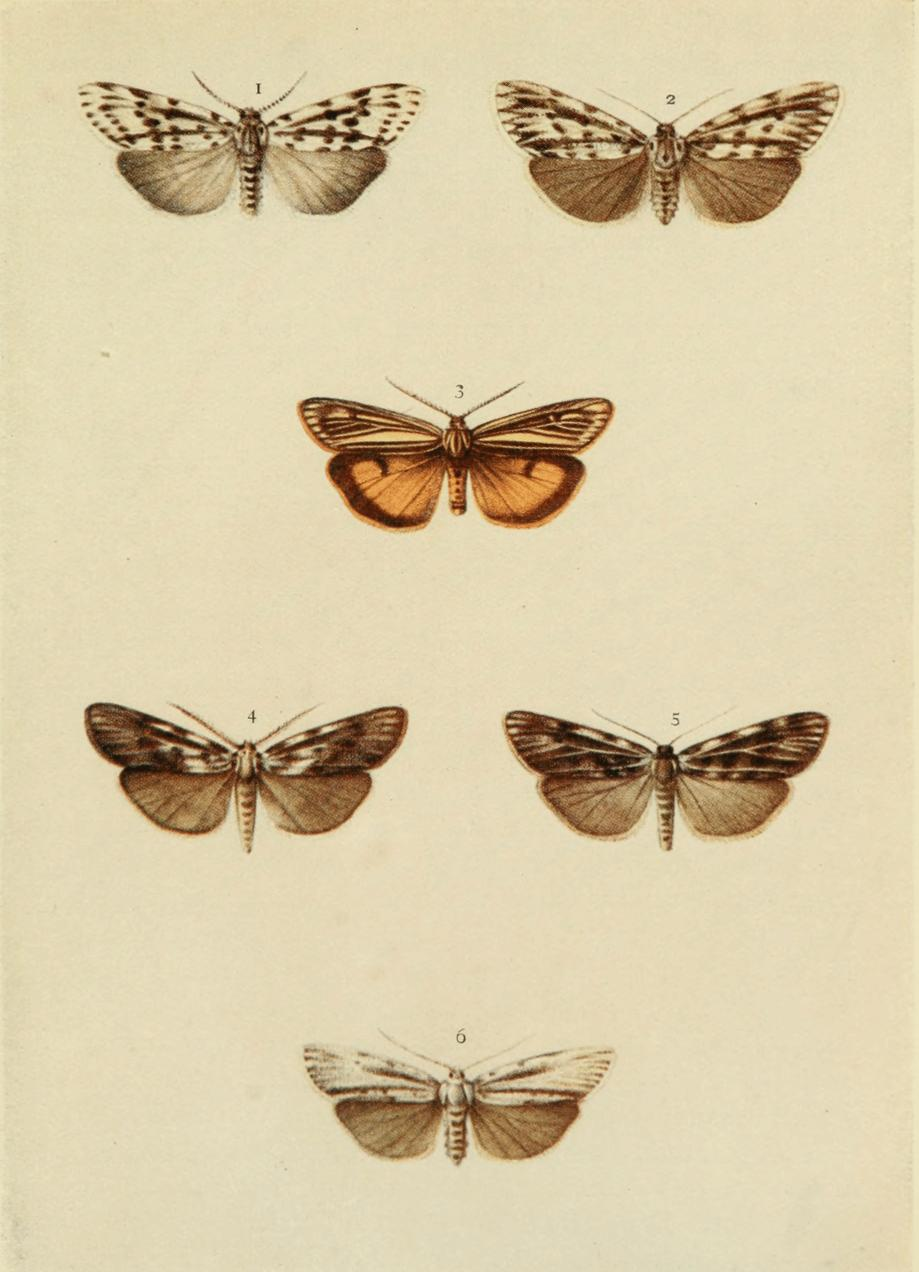
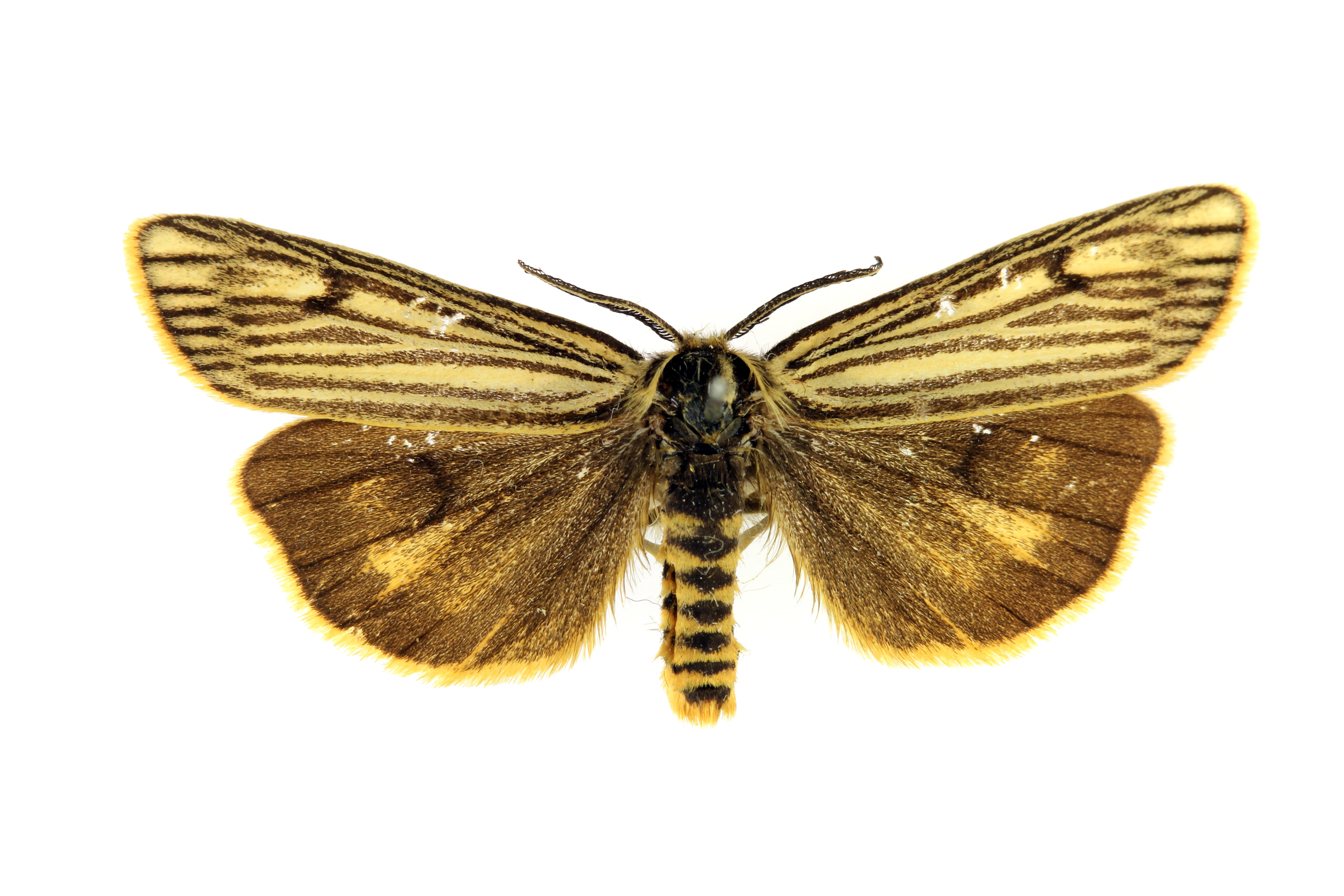
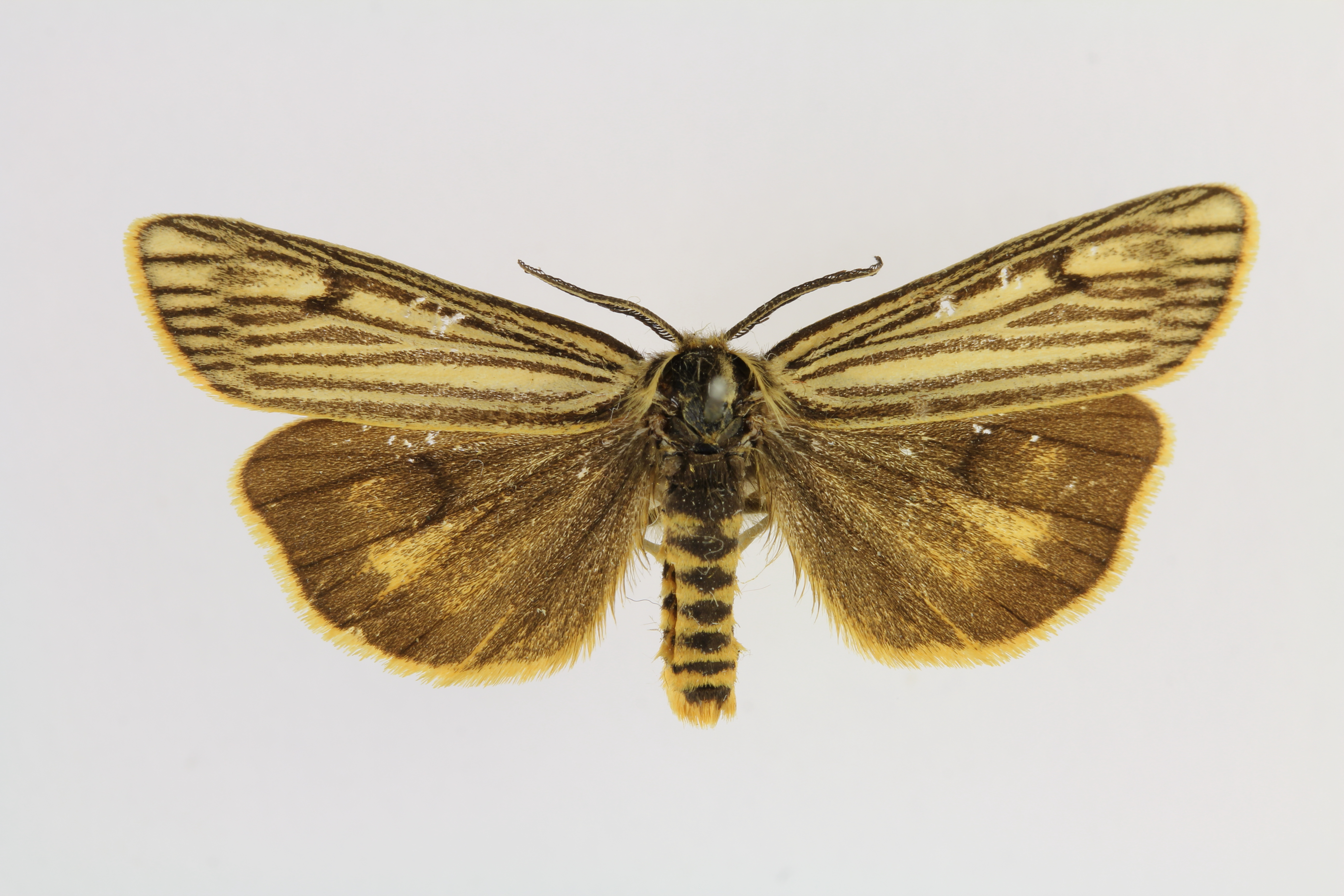
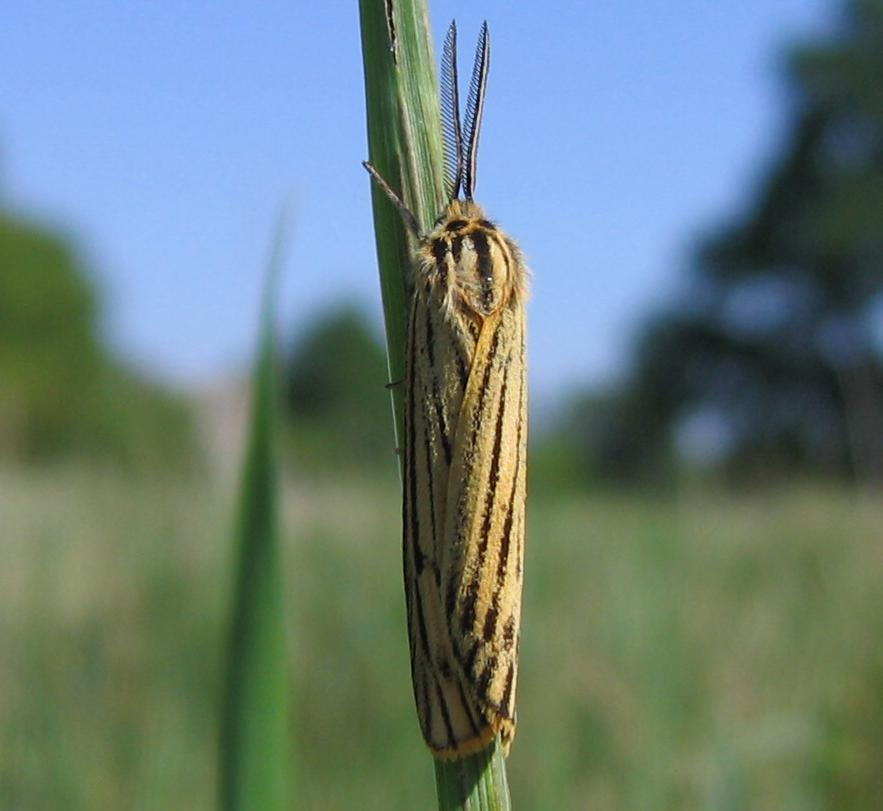
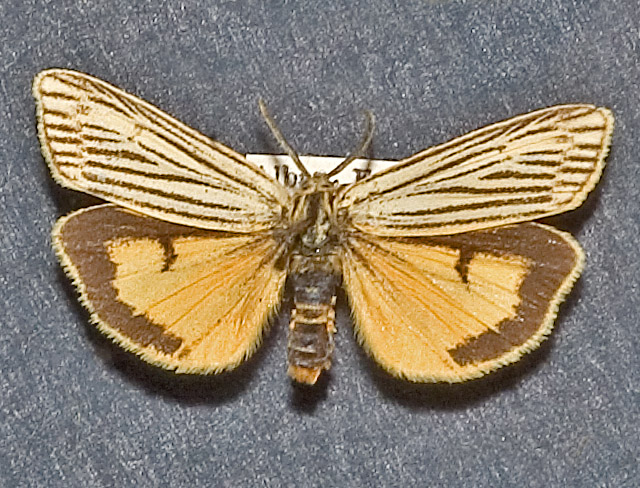